# Zeno Clash 2
Zeno Clash 2 è un videogioco di genere picchiaduro a scorrimento con alcuni elementi di sparatutto in prima persona e sequel di Zeno Clash. Sviluppato dall'azienda indipendente cilena ACE Team, è stato pubblicato da quest'ultima e dall'azienda giapponese della Atlus. È stato annunciato il 20 maggio 2009 ed è uscito il 30 aprile 2013 per le piattaforme Microsoft Windows, PlayStation 3 e Xbox 360.

## Nuove caratteristiche
Ambientato nel mondo affascinante ma allo stesso tempo inquietante di Zenozoik, è arricchito di missioni secondarie, oggetti collezionabili, nuove mosse corpo a corpo e nuove armi. Inoltre è stata aggiunta una nuova modalità all'interno della campagna dal titolo drop-in/drop-out, la quale permette al giocatore di scegliere, tra i due personaggi disponibili, chi controllare: Ghat o Rimat.